# Beyum

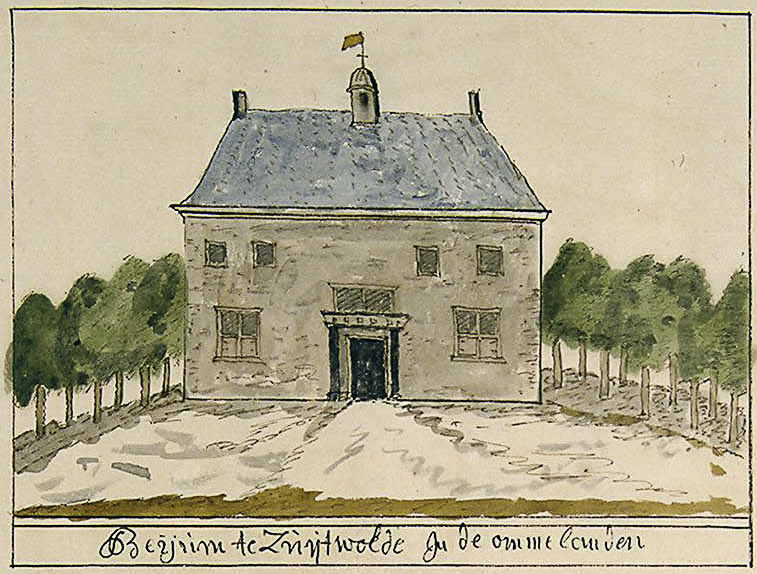
Tekening van de borg door Andries Schoemaker, ca. 1731.

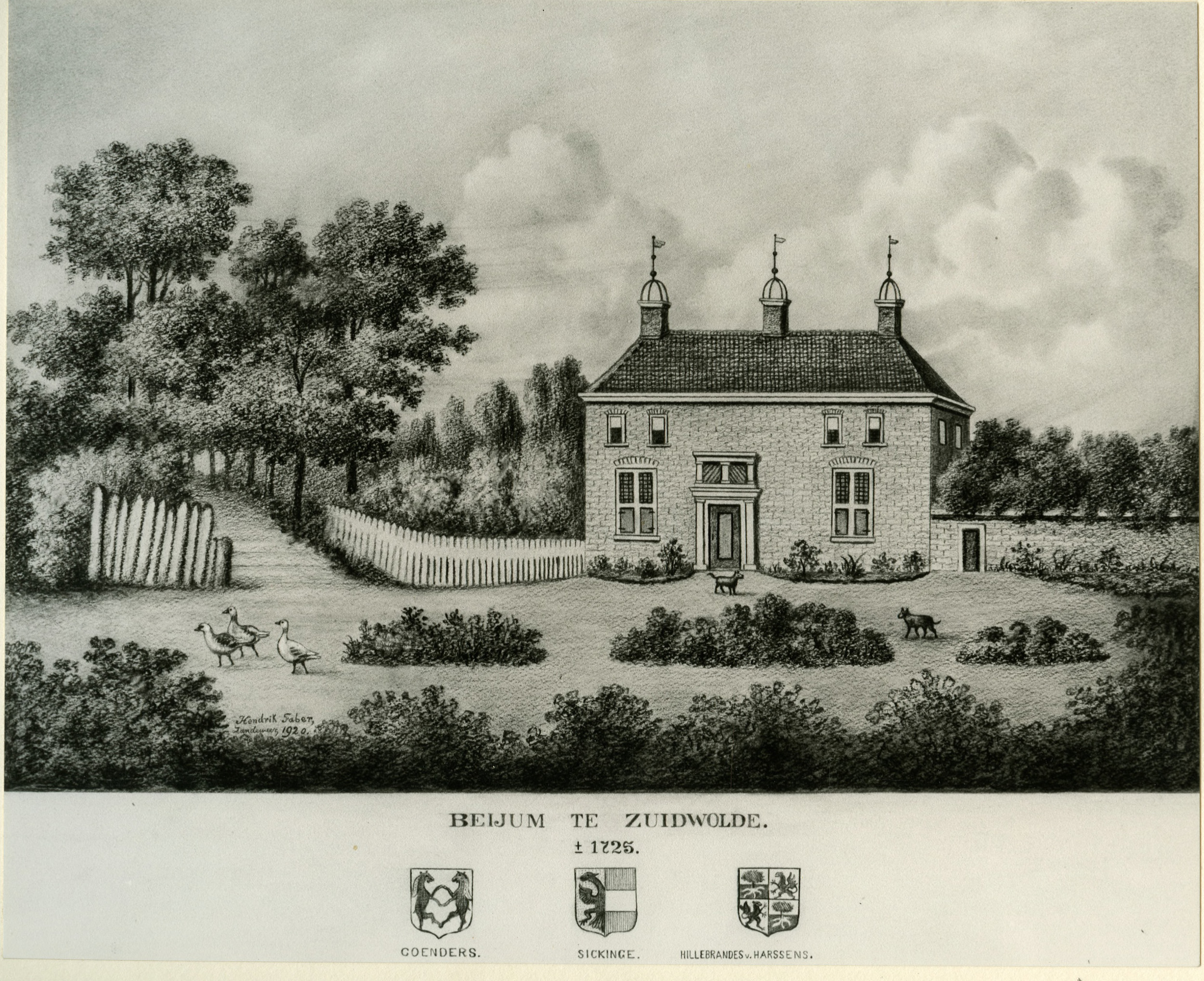
Tekening van de borg met daaronder v.l.n.r. de wapens van de geslachten Coenders, Sickinghe en Hillebrandes van Harssens, ca. 1725.

(Huis te) Beyum of Sickinghe is een voormalige borg in de Nederlandse provincie Groningen. De borg hoorde bij het dorp Zuidwolde en stond tussen dit dorp en het gelijknamige gehucht Beijum, ongeveer 200 meter ten oosten van het Boterdiep aan westzijde van de huidige Beijumerweg. De borg had haar oprit aan het Boterdiep. De borg was bijna 100 jaar lang in het bezit van het adellijke geslacht Sickinghe. Het noordelijke deel van het borgterrein vormt in de 21e eeuw een gemeentelijk monument. 

## Geschiedenis

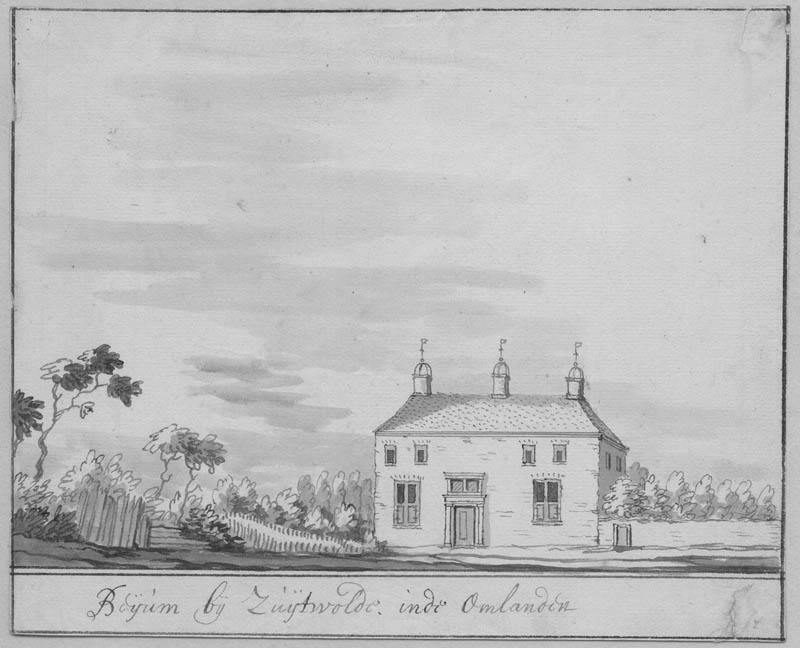
Tekening van de borg door Jacobus Stellingwerf (18e eeuw, kopie van oudere tekening)

### Familie Sickinghe
In de 16e eeuw was de borg in het bezit van dr. Johan Sickinghe, die in 1567 ook de redgerrechten in Zuidwolde en Beijum van het klooster Selwerd kocht. Sinds 1560 was hij eigenaar en bewoner van de Warffumborg te Warffum. Johan was burgemeester en hoofdman van Groningen, en stamde uit het adellijke geslacht Sickinghe.  
Na zijn dood ging de borg, ’binnen de brugge’ met grachten, hoven en singel voor 600 emder gulden over op zijn zoon Pieter Sickinghe. Pieter was heer van Zuidwolde, drossaard van de Friese stad Harlingen en grietman van de Friese grietenij Barradeel.  
Na zijn overlijden in 1578 kwam de borg in handen van zijn broer Harmen Sickinghe en diens vrouw Beele Clant. Harmen was een bekend Ommelander politicus en zou vanaf 1601 ook heer van borg Holwinde worden. Na hun overlijden kwam de borg in handen van hun zoon Johannes Sickinghe (1602) en zijn vrouw Cathérine Henriquez. 
Rond 1960 is in het Groningse dorp Zuidwolde een straat aangelegd die is vernoemd naar deze bewoners van de borg: de Sickinghestraat. 

### Familie Coenders
Sybilia Sickinghe, dochter van Johannes en Cathérine, verkocht de borg in 1663 aan Frederik Coenders van Helpen. Frederik was de zoon van Bernard Coenders, gezant in onder andere Frankrijk. Frederik studeerde enige tijd in Frankrijk en bij zijn terugkeer in zijn geboortestreek in 1663 kocht hij de borg met bijbehorende landerijen en rechten. Tussen 1675 en 1680 vervaardigde hij met zijn broer Wilhelm een provinciekaart waarop de 24 grootste borgen van de Ommelanden staan afgebeeld. Deze kaart is bekend geworden als de Coenderskaart. Op de kaart staat de eigen borg Beyum prominent aangegeven.
Aan het einde van de 17e eeuw wekte de bewondering van Frederik Coenders voor Lodewijk XIV veel irritatie bij de Ommelander bestuurders. In 1690 werd hij uit zijn functies gezet en in 1691 werd de borg met alle rechten door zijn crediteuren samen met de erbij behorende rechten (waaronder 12 van de 13 ommegangen in het redgerrecht van de klauw van Zuidwolde en Beijum en 11 stemmen in de collatie van Zuidwolde) geveild 'bij brandender keerse'. Jonker Goffo Ivo Hillebrands van Harssens kocht de borg en 6 ommegangen in het redgerrecht.

### Afbraak
In 1735 werd de borg gekocht door Allart Philip Tjarda van Starkenborgh. Deze was het alleen om de rechten te doen: In 1736 liet hij de borg afbreken. Volgens een volksverhaal werden de stenen onder andere gebruikt voor de restauratie van de kerk van Garmerwolde.

## Huidige situatie
Na de afbraak werd het schathuis verbouwd tot boerderij. De oostelijke gracht verdween in 1875 bij de vervanging van de zandweg aan oostzijde van de borg door een nieuwe kunstweg; de Beijumerweg. Daarmee verdween ook de noodzaak van de laan naar het Boterdiep (de Beijumerweg vormde de vervanging voor de slechte kleiweg langs het Boterdiep), die vervolgens werd geslecht. In 1969 werd dit deel van de gemeente Bedum geannexeerd door de stad Groningen en vanaf 1978 ligt het aan noordzijde van de Groningse uitbreidingswijk Beijum met vrij uitzicht op Zuidwolde.
Het borgterrein is nog slechts gedeeltelijk aanwezig: Op het zuidelijke deel werden in 1983 woningen gebouwd (de straat Edzemaheerd), op het middendeel staat een eind-19e-eeuwse woonboerderij (Beijumerweg 15), die in de kern nog delen van het vroegere schathuis zou bevatten en het noordelijke deel vormt een parkje. Aan noordzijde van de woonboerderij ligt nog de oorspronkelijke buitengracht. De gracht aan zuidzijde van de woonboerderij vormt het restant van de vroegere zuidelijke binnengracht.

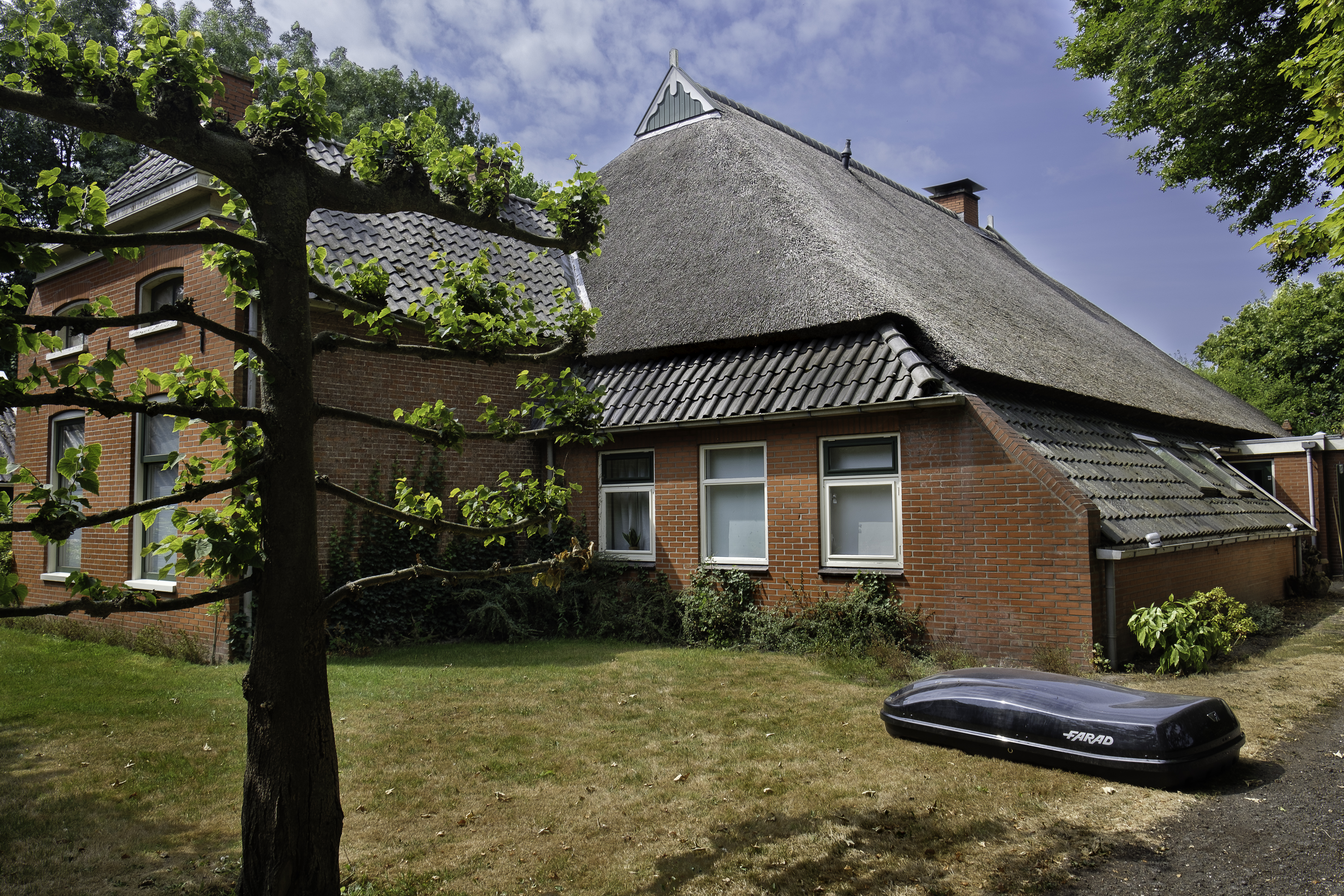
De woonboerderij die op de plek van het vroegere schathuis staat
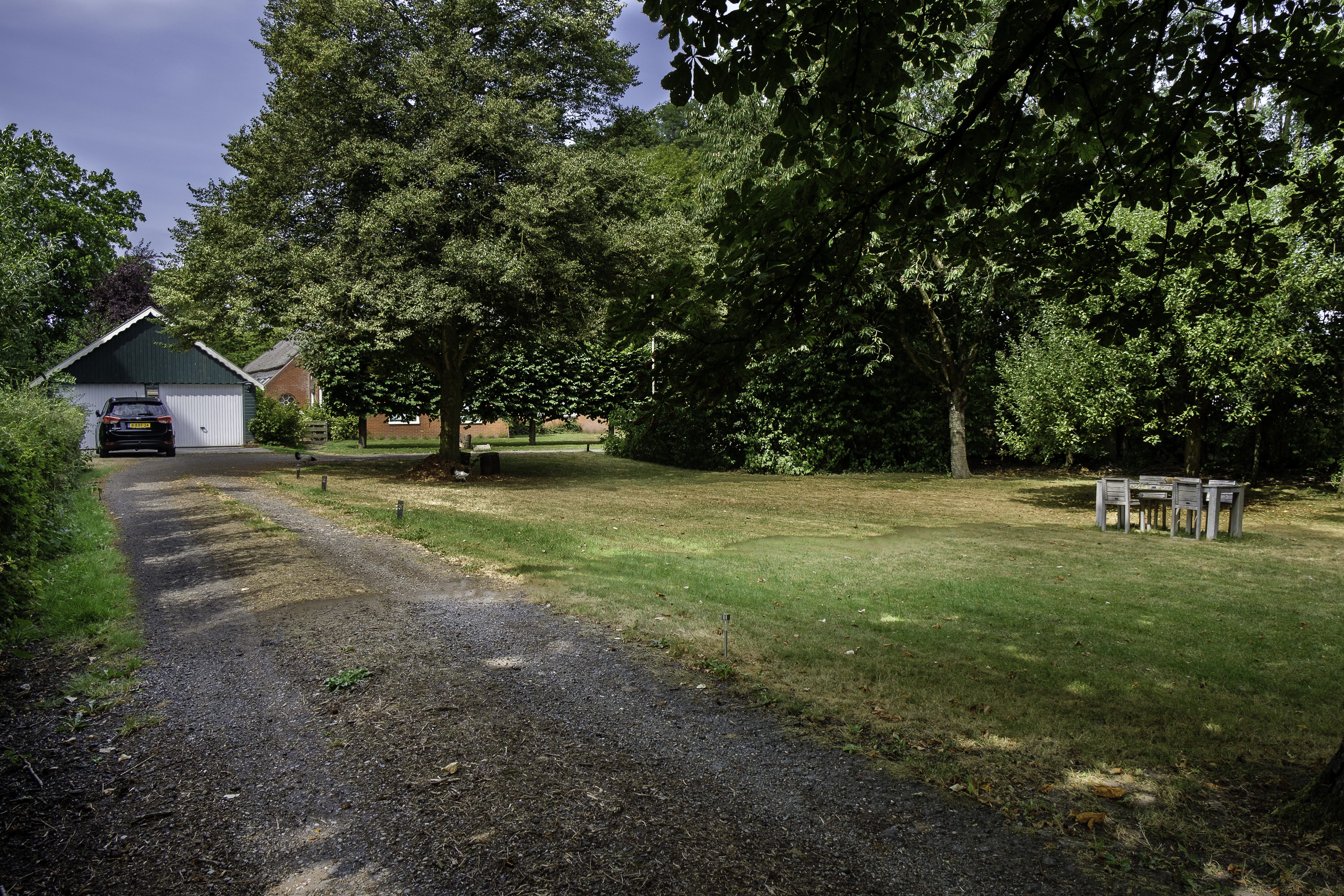
Voorerf van de woonboerderij, net als de grond onder de boerderij onderdeel van het archeologische gemeentelijke monument